# Гоупвелл Тауншип (округ Гантінгдон, Пенсільванія)
Гоупвелл Тауншип (англ. Hopewell Township) — селище (англ. township) в США, в окрузі Гантінгдон штату Пенсільванія. Населення — 453 особи (2020).

## Демографія
Згідно з переписом 2010 року, у селищі мешкало 586 осіб у 245 домогосподарствах у складі 171 родини. Було 397 помешкань
Расовий склад населення:
| - 98,8 % — білих - 0,3 % — корінних американців - 0,2 % — чорних або афроамериканців - 0,2 % — азіатів |

До двох чи більше рас належало 0,3 %. Частка іспаномовних становила 0,9 % від усіх жителів.
За віковим діапазоном населення розподілялося таким чином: 21,2 % — особи молодші 18 років, 57,8 % — особи у віці 18—64 років, 21,0 % — особи у віці 65 років та старші. Медіана віку мешканця становила 46,2 року. На 100 осіб жіночої статі у селищі припадало 98,6 чоловіків;  на 100 жінок у віці від 18 років та старших — 101,7 чоловіків також старших 18 років.
Середній дохід на одне домашнє господарство  становив 40 890 доларів США (медіана — 34 722), а середній дохід на одну сім'ю — 50 698 доларів (медіана — 46 016). За межею бідності перебувало 22,6 % осіб, у тому числі 37,6 % дітей у віці до 18 років та 14,1 % осіб у віці 65 років та старших.
Цивільне працевлаштоване населення становило 212 осіб. Основні галузі зайнятості: виробництво — 20,8 %, освіта, охорона здоров'я та соціальна допомога — 17,0 %, роздрібна торгівля — 11,8 %, будівництво — 11,3 %.